# Woiwodschaft Schlesien (1945–1950)
Die Woiwodschaft Schlesien (polnisch Województwo śląskie, auch województwo zagłębiowsko-śląskie, województwo śląsko-dąbrowskie) war eine Verwaltungseinheit, in der Polnisch-Oberschlesien sowie ein kleiner Teil Kleinpolens (mit dem Dombrowaer Kohlebecken sowie dem ehemaligen Herzogtum Siewierz) zusammengefasst waren.

## Geschichte
Die Woiwodschaft war die Fortsetzung der Woiwodschaft Schlesien aus der Zeit der Zweiten Republik, die eine Fläche von 4216 km² hatte. Die Mehrheit des Gebiets gehörte vor 1939 zum deutschen Regierungsbezirk Oppeln (von den Behörden der Volksrepublik Polen auch Śląsk Opolski – Oppelner Schlesien – benannt).
1944 wurde die Provinz Oberschlesien von der Lubliner Komitee als aufgehoben in Polen ausgerufen. Am 7. Mai 1945 wurde das Gründungsstatut der Woiwodschaft Schlesien auch aufgehoben. Am 18. August 1945 wurden die Powiate (Kreise) Będziński und Zawierciański (vor dem Krieg in der kleinpolnischen Woiwodschaft Kielce) angegliedert, weswegen die Woiwodschaft nach dem Zagłębie Dąbrowskie auf zagłębiowsko-śląskie umbenannt und auch als śląsko-dąbrowskie bekannt wurde, obwohl das kleinpolnische Gebiet nur um 1400 km² oder nach der Angliederung Oppelner Schlesiens 9 % der Fläche zählte.
Erst am 28. Juni 1946 wurde das Gebiet des ehemaligen Regierungsbezirks Oppeln als Teil der administrativen Regulation der Wiedergewonnenen Gebiete offiziell angegliedert.
Am 6. Juli 1950 wurde die Woiwodschaft Oppeln ausgegliedert und die Woiwodschaft Schlesien auf die Woiwodschaft Kattowitz umbenannt.

Entwicklung der Grenzen der Woiwodschaft Schlesien/Kattowitz
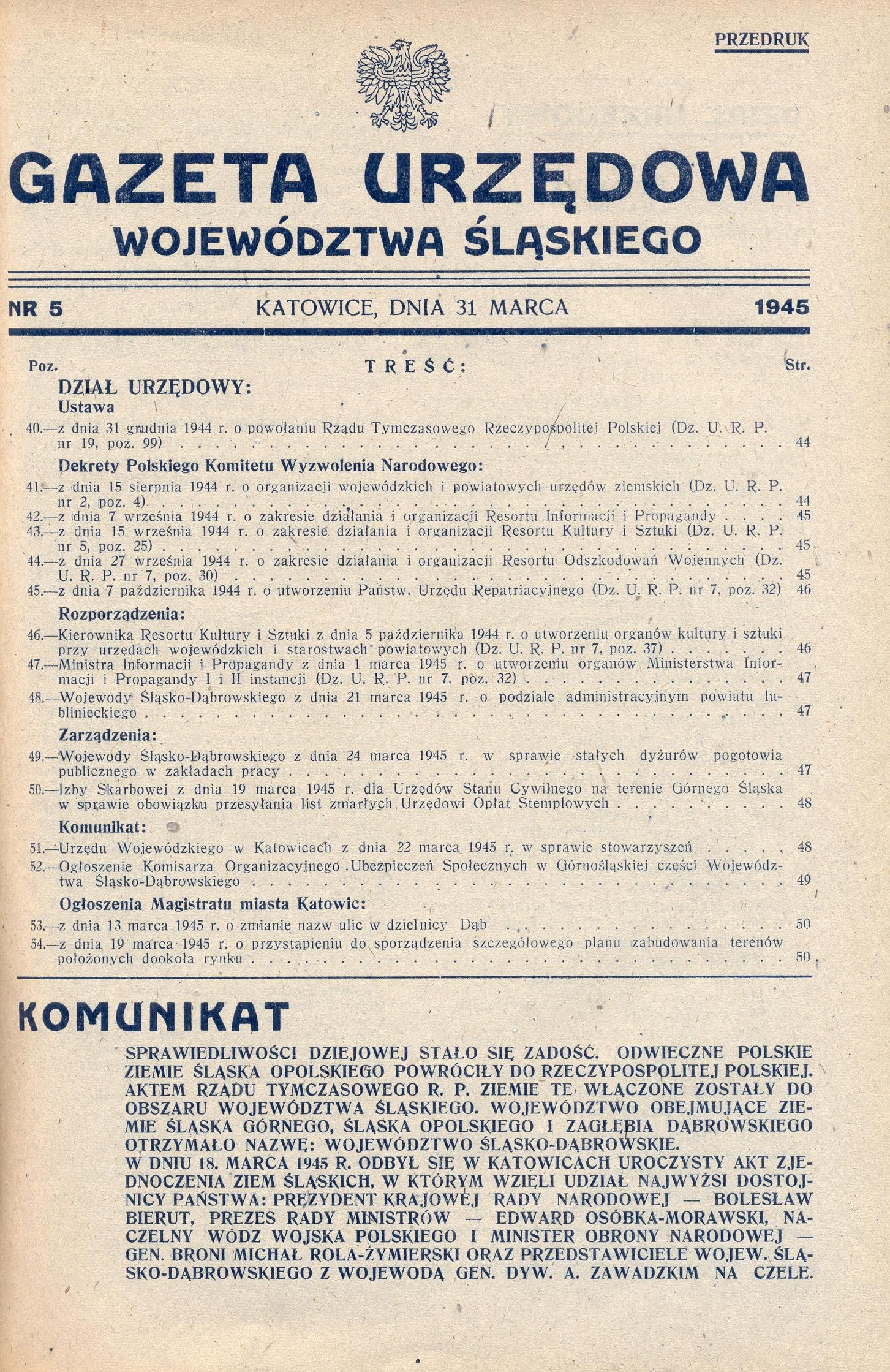
Bekanntmachung der Schaffung der Woiwodschaft der Volksrepublik Polen

### Woiwoden der Woiwodschaft Schlesien
- Jerzy Ziętek (vom 1. Februar 1945 bis 10. März 1945)
- Aleksander Zawadzki (vom 11. März 1945 bis 31. Oktober 1948)
- Bolesław Jaszczuk (vom 1. November 1948 bis 1950)

### Bevölkerung
Zu Beginn des Jahres 1946 gab es 2,8 Millionen Einwohner (183 Einwohner/km²). Trotz der Flucht und Vertreibung Deutscher (schließlich wurden von der oberschlesischen Bevölkerung etwa 40 Prozent und nicht, wie in Niederschlesien, mehr als 90 Prozent, vertrieben) dank der Zwangsumsiedlungen und der innerpolnischen Migration stieg die Bevölkerung immer und 1949 reichte die Zahl der Bewohner 3,2 Millionen (209 Einwohner/km²). Gleichzeitig schrumpfte der Anteil der autochthonen Schlesier.
Nach dem Krieg blieben um 1,2 Millionen slawisch- bzw. polnischsprachige Autochtone im Gebiet der ehemaligen polnischen autonomen Woiwodschaft Schlesien (3. und 4. Kategorie in der DVL), sowie um 850.000 polnisch-national Verifizierte (meistens dank dem Bekenntnis des slawischen/polnischen Dialekts) im vor 1939 deutschen Teil Oberschlesiens (in der damaligen Nomenklatur Śląsk Opolski – Oppelner Schlesien).

## Verwaltungsgliederung
Laut dem Rocznik Statystyczny 1947:
| Powiat           |  | Kreishauptstadt   | Fläche (km²) | Einwohner | Bevölkerungsdichte |
| ---------------- |  | ----------------- | ------------ | --------- | ------------------ |
| będziński        |  | Będzin            | 459          | 176.600   | 385                |
| bielski          |  | Bielsko           | 349          | 85.300    | 244                |
| Bytom miasto     |  | Bytom             | 30           | 93.200    | 3107               |
| bytomski         |  | Bytom             | 107          | 77.500    | 724                |
| Chorzów miasto   |  | Chorzów           | 32           | 110.700   | 3459               |
| cieszyński       |  | Cieszyn           | 662          | 83.000    | 125                |
| dobrodzieński    |  | Dobrodzień        | 323          | 17.700    | 55                 |
| Gliwice miasto   |  | Gliwice           | 56           | 96.000    | 1714               |
| gliwicki         |  | Gliwice           | 851          | 80.600    | 95                 |
| głubczycki       |  | Głubczyce         | 692          | 66.100    | 96                 |
| grodkowski       |  | Grodków           | 520          | 36.700    | 71                 |
| Katowice miasto  |  | Katowice          | 42           | 128.300   | 3055               |
| katowicki        |  | Katowice          | 213          | 328.300   | 1541               |
| kluczborski      |  | Kluczbork         | 555          | 43.300    | 78                 |
| kozielski        |  | Koźle             | 663          | 66.600    | 100                |
| lubliniecki      |  | Lubliniec         | 715          | 47.500    | 66                 |
| niemodliński     |  | Niemodlin         | 605          | 33.300    | 55                 |
| nyski            |  | Nysa              | 714          | 72.000    | 101                |
| oleski           |  | Olesno            | 893          | 46.000    | 52                 |
| opolski          |  | Opole             | 1427         | 136.800   | 96                 |
| prudnicki        |  | Prudnik           | 799          | 90.700    | 114                |
| pszczyński       |  | Pszczyna          | 1046         | 154.800   | 148                |
| raciborski       |  | Racibórz          | 544          | 64.200    | 118                |
| rybnicki         |  | Rybnik            | 890          | 215.800   | 242                |
| Sosnowiec miasto |  | Sosnowiec         | 33           | 77.900    | 2361               |
| strzelecki       |  | Strzelce Opolskie | 892          | 75.000    | 84                 |
| tarnogórski      |  | Tarnowskie Góry   | 268          | 103.900   | 388                |
| Zabrze miasto    |  | Zabrze            | 44           | 104.200   | 2368               |
| zawierciański    |  | Zawiercie         | 945          | 111.400   | 118                |